# Zecchino d'Oro 1992
Il trentacinquesimo Zecchino d'Oro si è svolto a Bologna dal 26 al 29 novembre 1992.
È stato presentato da Cino Tortorella e Maria Teresa Ruta con la partecipazione come baby valletta di Chiara Tortorella.
Il Fiore della solidarietà del 1992 è stato dedicato alla costruzione di un centro d'accoglienza in Croazia.

## Brani in gara
- Barabà Ciccì e Coccò (Testo: Vittorio Sessa Vitali/Musica: Renato Pareti) - Federica Del Mastro (4 anni)
- Bimbi felici (My Sarie Marais / The click song) ( Sudafrica) (Testo: Luciano Beretta, Dante Pieretti/Musica: Augusto Martelli) - Lwazi Thembekwayo (7 anni) e Lian Van der Westhuizen (7 anni)
- I pupazzetti (Los monigotes) ( Spagna) (Testo: Marta Minguella Deu, Testo italiano: Sandro Tuminelli/Musica: Jordi Miranda Padreny) - Adriana De Ros Raventós (7 anni)
- La canzone di Kian (Cian's song) ( Europa) (Testo: Scuola europea, Testo italiano: Sergio Menegale/Musica: Hans-Rainer Schwarzbeck) - Cian O'Luanaigh (7 anni)
- La cicala (Gjinkallat) ( Albania) (Testo: Hasan Ulquini, Testo italiano: Cheope/Musica: Augusto Martelli) - Alfons Baba (7 anni)
- La mia automobilissima velocissima di cartapecora (Testo: Alberto Testa/Musica: Mario Pagano) - Riccardo Duecento (6 anni)
- Le barche della bontà (Study war no more) ( Stati Uniti) (Testo: Tradizionale, Testo italiano: Fernando Rossi/Musica: Tradizionale) - Anthony Wooden (5 anni)
- Luccioletta, dove sei? (Testo: Tony Martucci, Giuliano Taddei/Musica: Memo Remigi) - Elisa Pucci (8 anni)
- Maddalena la balena (Testo: Luciano Beretta/Musica: Elide Suligoj) - Federica Basile (4 anni)
- Né bianco, né nero (Testo: Alberto Testa, Fabio Testa/Musica: Alberto Testa, Fabio Testa) - Caterina Melina (7 anni)
- Questo samba (Este samba é bon demais!) ( Brasile) (Testo: Carmen Sylvia Vieira Vasconcellos, Testo italiano: Giorgio Calabrese/Musica: Carmen Sylvia Vieira Vasconcellos) - Carmen Pereira Guerra (7 anni)
- Un giallo in una mano (Testo: Vittorio Sessa Vitali/Musica: Corrado Castellari, Norina Piras) - Jada Calzavara (5 anni), Graziano Cugno (7 anni) e Davide Iannitti (5 anni)